# Fear Factory
Fear Factory (engl. für „Angstfabrik“) ist eine US-amerikanische Metal-Band aus Los Angeles. Stilistisch bewegen sich Fear Factory zwischen Death Metal, Industrial Metal, Neo-Thrash/Groove Metal, Nu Metal und Alternative-Metal mit Electro- und Noise-Anleihen, wobei der Death-Metal-Anteil mit der Zeit verkleinert wurde.

## Geschichte
Fear Factory wurde 1989 in Los Angeles unter dem Namen Ulceration durch Gitarrist Dino Cazares und Schlagzeuger Raymond Herrera gegründet und kurz darauf durch Sänger Burton C. Bell (zuvor bei Hate Face) ergänzt. 1990 benannte man sich in Fear Factory um.
Im Jahr 1991 nahm man mit Produzent Ross Robinson das Demo Concrete auf, mit dem man sich bei verschiedenen Plattenfirmen bewarb. Nach mehreren Absagen spielte Cazares auf einer Musikmesse dem Sepultura-Frontmann Max Cavalera das Demo vor, der daraufhin den Kontakt zu Monte Conner, A&R-Manager bei Roadrunner Records, herstellte. So gelangte man zu einem Vertrag bei dem US-amerikanischen Label.
Ein Jahr später erschien das Debütalbum Soul of a New Machine mit dem damaligen Bassisten Andrew Shives. Das Album mit mehreren Neuaufnahmen von Stücken des vorherigen Demos war von Colin Richardson in Los Angeles produziert worden und enthält harten Metal mit Death-Metal-Einflüssen. Da Fear Factory schon während der Aufnahmen gerne mit elektronischen Elementen experimentiert hätten, was aber aufgrund fehlender finanzieller Mittel nicht zu realisieren war, stellte im Nachhinein Monte Conner den Kontakt zu Rhys Fulber von Front Line Assembly her. So entstand die Remix-EP Fear Is the Mindkiller mit verschiedenen von Fulber und Bill Leeb überarbeiteten Stücken. Auf Tour wurde die Band von Reynor Diego und Rhys Fulber am Keyboard begleitet.
Im Jahr 1994 entließen Fear Factory ihren Bassisten Andrew Shives wegen diverser Meinungsverschiedenheiten und engagierten den Belgier Christian Olde Wolbers. Im Jahr darauf gelang mit der Veröffentlichung des in New York City aufgenommenen Albums Demanufacture der große Durchbruch innerhalb der Metal-Szene. Fear Factory kollaborierten darauf erneut mit Rhys Fulber, der die Musik mit Samples angereichert und weiter in Richtung Industrial Metal gelenkt hatte. Mit der Arbeit ihres Produzenten Richardson war Fear Factory nicht einverstanden, insbesondere Cazares wollte den von Fulber eingebrachten Elementen mehr Raum geben. Aufgrund dessen wurde das Album auf Wunsch der Band nochmals von Greg Reely, der schon an Fear Is the Mindkiller beteiligt war, neu gemixt. Mit Replica wurde eine Single mit dazugehörigem Musikvideo ausgekoppelt, die zum Clubhit avancierte und unter anderem von den Lesern des deutschen Metal Hammers zum besten Song des Jahres gewählt wurde.
1996 wurde Reynor Diego von Steve Tushar als Tour-Keyboarder ersetzt. Darüber hinaus erschienen die Lieder Demanufacture, Zero Signal und Body Hammer als Instrumental-Versionen auf dem Soundtrack zum Computerspiel Carmageddon. Zwei Jahre nach Demanufacture veröffentlichten Fear Factory mit Remanufacture ein weiteres Remix-Album. Diesmal wurden die bestehenden Stücke von verschiedenen Interpreten, darunter auch Techno-orientierte Künstler, neu abgemischt, außerdem remixten Fear Factory einzelne eigene Stücke.
Das in Kanada aufgenommene dritte Studioalbum Obsolete, für dessen Produktion und Mix Greg Reely und Rhys Fulber verantwortlich zeichneten, erschien 1998. Das zugänglichere Album stieg international in Albencharts ein und erreichte nicht nur in den USA Gold-Status. Mit Timelessness und Resurrection waren für zwei Songs von Fulber arrangierte Streicherpassagen vom Vancouver Symphony Orchestra eingespielt worden. Es folgten diverse Beiträge zu Film-Soundtracks und ein Auftritt beim Ozzfest 1999. Ein Cover von Gary Numans Cars wurde zum ersten Radiohit der Band.
Das 2001 veröffentlichte Album Digimortal war das Ergebnis größerer bandinterner Streitigkeiten. Die Plattenfirma wünschte kommerziellere Songs und stellte Fear Factory verschiedene im Mainstream verortete Produzenten zur Seite. Die Bandmitglieder selbst waren sich uneins, ob sie wieder härtere Stücke schreiben oder weitere Schritte in Richtung Eingängigkeit gehen und vermehrt Hip-Hop-Elemente einbauen sollten. Erst mit Malcolm Springer wurde ein Produzent gefunden, der von der ganzen Band akzeptiert wurde. Springer half unter anderem, das Stück Linchpin so zu straffen, dass es später zu einem der erfolgreichsten Songs der Gruppe avancierte. Das Album konnte zwar kommerzielle Erfolge feiern, wurde aber von Musikkritikern immer wieder als Anbiederung an den Nu Metal kritisiert, auf musikalischer Ebene sei kaum Neues zu vernehmen, die Kollaboration mit dem Rapper B-Real traf kaum auf positives Echo.
Anfang 2002, kurz nach Erscheinen ihrer ersten DVD Digital Connectivity, verließ Burton C. Bell überraschend die Band aufgrund persönlicher Differenzen. Nachdem sich im Zuge dessen weitere Mitglieder von der Band lossagten, lösten sich Fear Factory offiziell auf. Im Sommer 2002 erschien nachträglich Fear Factorys bis dahin unveröffentlichtes 1991er-Demo Concrete in remasterter Form und aufgrund der ungebrochenen Nachfrage veröffentlichte Roadrunner Records direkt danach mit Hatefiles eine Compilation, die alle bis dato unveröffentlichten Songs, B-Seiten und Remixe der Band enthielt.
Weil die Band vertraglich für ein weiteres Album an ihre Plattenfirma gebunden war und darum neue musikalische Projekte nicht problemlos möglich gewesen wären, fand sich die Band schon Ende desselben Jahres wieder zusammen – bis auf den Gitarristen Dino Cazares, um den sich laut Darstellung der anderen Mitglieder die vorigen Streitereien hauptsächlich gedreht hatten. Man nahm vier kurze Demosongs auf, die den Ansprüchen des Labels aber nicht genügten. Der Plattenvertrag wurde daraufhin aufgelöst.
Die drei verbliebenen Bandmitglieder entschieden daraufhin, die Arbeit bei einer neuen Plattenfirma gemeinsam fortzusetzen. Bassist Christian Olde Wolbers übernahm in der neuen Formation die Gitarre und Byron Stroud (Strapping Young Lad), der zunächst nur für Liveauftritte angeheuert worden war, wurde fester Bassist der Gruppe. Das erste Album in neuer Besetzung trug den Namen Archetype und erschien am 19. April 2004. Musikkritiker bescheinigten der Band eine musikalische Rückkehr zu ihren erfolgreichsten Tagen, bemängelten aber auch erneut die musikalische Stagnation. Ein Jahr später sprach selbst Burton C. Bell von einem reinen „Sicherheits-Album“.
Am 22. August 2005 brachten Fear Factory ihr sechstes volles Studioalbum mit dem Titel Transgression auf den Markt. Einerseits fanden sich hier Songs, die den typisch heftigen Stil weiterverfolgten, andererseits war das Album gespickt mit Anleihen aus Rock und Alternative und der Schreigesang wurde in seiner Häufigkeit zurückgefahren, um melodiösen Strukturen mehr Raum zu geben. Mit verantwortlich für diese Kursänderung war Produzent Toby Wright (u. a. Soulfly, Korn, Alice in Chains), da Fear Factory erstmals Anregungen von außen annahmen und umsetzten. Die Band gab unumwunden zu, mit einzelnen Songs auf mögliche Radioeinsätze abgezielt zu haben und nahm auf Wunsch der Plattenfirma mit I Will Follow und Millennium zwei Coverversionen (von U2 bzw. Killing Joke) mit auf das Album. Wie schon beim Vorgänger Archetype spielte Christian Olde Wolbers sowohl sämtliche Gitarren als auch den Bass ein, da Byron Stroud während der Aufnahmen mit seiner anderen Band Strapping Young Lad auf Tour war. Billy Gould (u. a. Faith No More), ein alter Freund der Band, war auf Echo of My Scream und Supernova zu hören.
Nach einer längeren Pause verlautbarte Roadrunner Records Ende April 2009, dass sich die Gründungsmitglieder Bell und Cazares zu „einer neuen Form“ von Fear Factory zusammengetan hätten, am Schlagzeug unterstützt durch Gene Hoglan (Strapping Young Lad, Death, Testament). Olde Wolbers und Herrera gaben an, nicht gefragt worden zu sein, ob sie weiter zu Fear Factory gehören möchten und auch Bell und Cazares kein Einverständnis gegeben zu haben, unter dem alten Bandnamen wieder aktiv zu werden. Die Streitfrage um den Inhaber der Namensrechte an Fear Factory wurde nach Klage von Olde Wolbers und Herrera, die 2008 die Band Arkaea gründeten, zur Beantwortung an ein US-Gericht weitergereicht.
Trotz des noch offenen Rechtsstreits um den Bandnamen erschien mit Mechanize im Februar 2010 ein weiteres Album unter dem Label von Candlelight Records und AFM Records. Musikalisch hatte man sich auf frühere Werke zurückbesonnen, Bell verortete den Stil als eine Mischung aus Soul of a New Machine und Demanufacture. Byron Stroud ist auf dem Album nicht zu hören, Cazares hatte den Bass eingespielt. Da Cazares das Schlagzeugspiel von Gene Hoglan nicht als ausreichend empfand und dieser direkt nach den Aufnahmen mit Dethklok auf Tour gehen musste, wurden mit Tim Yeung und John Sankey zwei weitere Schlagzeuger für zusätzliche Aufnahmen engagiert. Mechanize kam bei den Fans gut an, es folgte eine ausgedehnte Welttournee.
Im Februar 2012 gab die Band bekannt, dass mit Matt DeVries (Ex-Six-Feet-Under) ein neuer Bassist zur Band hinzugestoßen war, um Byron Stroud, der zu 3 Inches of Blood gewechselt war, zu ersetzen. Im April 2012 konnte Malignancy-Schlagzeuger Mike Heller für die Band gewonnen werden.
Anfang Juni 2012 erschien das neunte Studioalbum The Industrialist, auf dem das Schlagzeug nicht eingespielt, sondern von Dino Cazares und John Sankey programmiert wurde. Im Mai 2015 verkündete der Ex-Static-X Bassist Tony Campos, zu der Band gestoßen zu sein. Matt DeVries hatte die Band zuvor aus persönlichen Gründen verlassen.
Am 7. August 2015 erschien ein neues Album mit dem Titel Genexus, für dessen Mix Andy Sneap verpflichtet worden war. Es ist das erste Album, auf dem der neue Schlagzeuger Mike Heller zu hören ist.
Nach Genexus litt die Harmonie innerhalb der Band aufgrund Rechtsstreitigkeiten zwischen Sänger Burton C. Bell und dem Rest der Band. In der Folge verließ Bell die Band, da keine Vertrauensbasis mehr vorhanden sei. Da der Rechtsstreit vor allem Dino Cazares und Burton C. Bell finanziell ruinierte, startete Cazares eine GoFundMe-Kampagne, um die Fertigstellung eines neuen Albums zu finanzieren. Da aber schon seit 2017 Studioaufnahmen mit einem Drumcomputer existierten, warf Burton C. Bell Cazares vor, das Geld der Fans nur für seine Anwaltskosten – und nicht für das neue Album – zu verwenden. Ende August 2021 erschien das Album Aggression Continuum mit den ursprünglichen Gesangsaufnahmen von Bell. Im August 2021 gab Cazares bekannt, dass ein neuer Sänger gefunden wurde, im Februar 2023 wurde der Italiener Milo Silvestro offiziell vorgestellt.
Neben Aufnahmen ab Anfang 2023 für ein weiteres Album wurde eine Neuveröffentlichung des 2012 erschienenen Werks The Industrialist für Juni 2023 unter dem Titel Re-Industrialized angekündigt. Für die remasterte Version wurden die zuvor programmierten Schlagzeugspuren durch echte Aufnahmen ersetzt.

## Stil

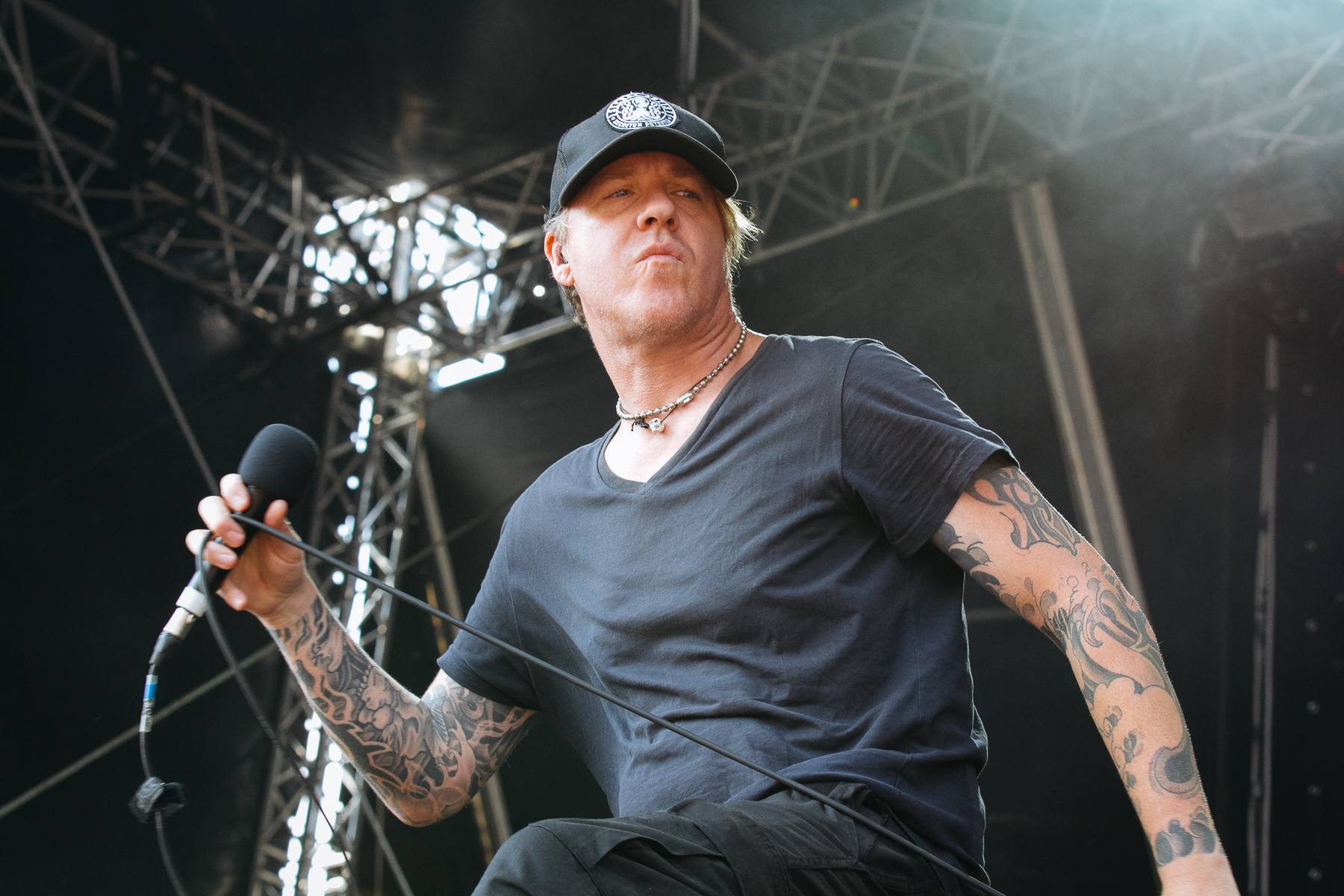
Sänger Burton C. Bell 2015

Für Fear Factory charakteristisch sind abwechselnd gutturaler und melodischer Gesang, der häufig (allerdings beabsichtigt) emotionslos und steril ausfällt und die oftmals maschinell kalt anmutende Atmosphäre der Alben unterstreicht.
Während die ersten Werke der Band eindeutig dem Death Metal/Grindcore zuzuordnen waren, wurde der Sound von Fear Factory spätestens ab dem Album Demanufacture vermehrt durch elektronische Elemente angereichert, wofür Produzent Rhys Fulber (Front Line Assembly) verantwortlich zeichnete.
Als Vertreter der Konzeptalbum-Idee verfolgen Fear Factory in ihren Werken generell das Thema Mensch gegen Maschine. Burton C. Bell erklärte zum 1998er-Album Obsolete (dt.: veraltet, ungebräuchlich):

„Das Konzept dieses Albums ist, dass der Mensch überflüssig ist. Die Idee ist immer noch Mensch gegen Maschine - Mensch gegen die Maschine des Systems - Mensch gegen die Maschine der Regierung. Demanufacture hat eine Geschichte erzählt, Remanufacture hat ein weiteres Kapitel dieser Geschichte erzählt, und Obsolete ist ein weiterer Teil des Fear Factory-Konzepts. Wir sind an einem Punkt in der Geschichte, an dem der Mensch überflüssig ist. Der Mensch hat diese Maschinen erschaffen, um sich das Leben zu vereinfachen, aber auf lange Sicht machen sie ihn überflüssig. Die Maschinen, die der Mensch erschaffen hat, zerstören ihn nun. Die Menschheit ist nicht mehr der wichtigste Erdenbewohner.“

## Diskografie
Studioalben

| Jahr | Titel Musiklabel                         | Höchstplatzierung, Gesamtwochen, AuszeichnungChartplatzierungen (Jahr, Titel, Musiklabel, Platzierungen, Wochen, Auszeichnungen, Anmerkungen) | Höchstplatzierung, Gesamtwochen, AuszeichnungChartplatzierungen (Jahr, Titel, Musiklabel, Platzierungen, Wochen, Auszeichnungen, Anmerkungen) | Höchstplatzierung, Gesamtwochen, AuszeichnungChartplatzierungen (Jahr, Titel, Musiklabel, Platzierungen, Wochen, Auszeichnungen, Anmerkungen) | Höchstplatzierung, Gesamtwochen, AuszeichnungChartplatzierungen (Jahr, Titel, Musiklabel, Platzierungen, Wochen, Auszeichnungen, Anmerkungen) | Höchstplatzierung, Gesamtwochen, AuszeichnungChartplatzierungen (Jahr, Titel, Musiklabel, Platzierungen, Wochen, Auszeichnungen, Anmerkungen) | Anmerkungen                                             |
| Jahr | Titel Musiklabel                         | DE | AT | CH | UK | US | Anmerkungen                                             |
| ---- | ---------------------------------------- | --- | --- | --- | --- | --- | ------------------------------------------------------- |
| 1992 | Soul of a New Machine Roadrunner Records | — | — | — | — | — | Erstveröffentlichung: 25. August 1992                   |
| 1995 | Demanufacture Roadrunner Records         | DE31 (10 Wo.)DE | — | — | UK27 Silber · (2 Wo.)UK | — | Erstveröffentlichung: 13. Juni 1995 Verkäufe: + 60.000  |
| 1998 | Obsolete Roadrunner Records              | DE12 (6 Wo.)DE | AT24 (9 Wo.)AT | — | UK20 (3 Wo.)UK | US77 Gold · (9 Wo.)US | Erstveröffentlichung: 28. Juli 1998 Verkäufe: + 535.000 |
| 2001 | Digimortal Roadrunner Records            | DE11 (6 Wo.)DE | AT26 (5 Wo.)AT | CH100 (1 Wo.)CH | UK24 (4 Wo.)UK | US32 (5 Wo.)US | Erstveröffentlichung: 24. April 2001                    |
| 2002 | Concrete Roadrunner Records              | — | — | — | — | — | Erstveröffentlichung: 30. Juli 2002                     |
| 2004 | Archetype Liquid 8                       | DE26 (4 Wo.)DE | AT25 (4 Wo.)AT | — | UK41 (2 Wo.)UK | US30 (5 Wo.)US | Erstveröffentlichung: 20. April 2004                    |
| 2005 | Transgression Calvin Records             | DE37 (2 Wo.)DE | AT44 (3 Wo.)AT | — | UK77 (1 Wo.)UK | US45 (2 Wo.)US | Erstveröffentlichung: 23. August 2005                   |
| 2010 | Mechanize Candlelight Records            | DE31 (3 Wo.)DE | AT46 (2 Wo.)AT | CH70 (1 Wo.)CH | — | US72 (2 Wo.)US | Erstveröffentlichung: 9. Februar 2010                   |
| 2012 | The Industrialist Candlelight Records    | DE27 (1 Wo.)DE | AT56 (1 Wo.)AT | CH44 (1 Wo.)CH | — | US38 (2 Wo.)US | Erstveröffentlichung: 5. Juni 2012                      |
| 2015 | Genexus Nuclear Blast                    | DE17 (2 Wo.)DE | AT25 (2 Wo.)AT | CH18 (1 Wo.)CH | UK31 (1 Wo.)UK | US37 (1 Wo.)US | Erstveröffentlichung: 7. August 2015                    |
| 2021 | Aggression Continuum Nuclear Blast       | DE20 (2 Wo.)DE | AT31 (1 Wo.)AT | CH15 (1 Wo.)CH | UK98 (1 Wo.)UK | — | Erstveröffentlichung: 18. Juni 2021                     |